# 宝庆乡
宝庆乡，是中华人民共和国四川省自贡市富顺县曾经下辖的一个乡。2019年9月撤销，其所属行政区域划归童寺镇管辖。

## 行政区划
宝庆乡撤销前下辖以下地区：
大坳场社区、保和村、铁炉村、石仁村、甘家村、代江村、堰沟村、骡田村和新华村。